# Grottino di Roccanova
Il Grottino di Roccanova è un vino DOC prodotto in provincia di Potenza (Basilicata) dai seguenti vitigni: Sangiovese, Cabernet-sauvignon, Malvasia nera di Basilicata, Montepulciano, Malvasia bianca di Basilicata. 

## Zona di produzione e distribuzione
Secondo l'articolo 3 del Decreto n. del 24 luglio 2009, che conferisce il marchio DOC al Grottino di Roccanova, i comuni interessati alla produzione del vino sono Roccanova, Sant'Arcangelo e Castronuovo di Sant'Andrea.
Roccanova è un piccolo comune di circa 1 600 abitanti situato nella provincia di Potenza ad una quota altimetrica di 648 metri sul livello del mare. Il suo territorio comprende molte zone boschive, seminativi e superfici coltivate a vigneti ed ha una estensione di 61,63 km². I vigneti sono situati nella valle, dai quali si ottiene la produzione di uve impiegate nella trasformazione del vino “Grottino di Roccanova”, che ha ottenuto nel 2000 il marchio IGT (indicazione geografica tipica) e nel 2009 la DOC (Denominazione di origine Controllata).
La conservazione dei vini avviene all'interno di grotte-cantine, cioè veri e propri cunicoli scavati nella roccia delle “tempe arenarie”, dove i livelli costanti di temperatura e umidità mantengono inalterate nel tempo le caratteristiche del vino. Le grotte (circa 350) si trovano alla periferia dell'abitato di Roccanova (nelle contrade Prato, Piscicolo, Manca, Carazita, Mannara) e sono ben visibili a chi proviene da Sant'Arcangelo. Alcune di esse risalgono al 1700. Si ipotizza che il nome stesso del vino derivi dai caratteristici luoghi in cui è stato da sempre conservato.
Il comune di Roccanova conta circa 260 aziende vitivinicole, per lo più a conduzione familiare, con una produzione di circa 15.000 quintali di uva dai quali si ottengono con una resa compresa tra il 65-70% circa 10.000 ettolitri di vino.
Secondo uno studio del 2012, le rese si aggirano intorno alle 8 tonnellate ad ettaro.
Il Grottino viene commercializzato principalmente sul mercato locale e regionale (95% delle vendite) mediante la vendita al dettaglio direttamente in azienda, la distribuzione organizzata e la ristorazione collettiva. Il restante 5% viene collocato sul mercato nazionale e su quello estero (Irlanda, Belgio, Austria). I mercati locali richiedono soprattutto vino sfuso della tipologia "Rosso", mentre i mercati italiani ed esteri richiedono i vini imbottigliati "Rosso Riserva". I canali pubblicitari più utilizzati sono il web, le riviste specializzate e le guide enogastronomiche.

## Storia
A Roccanova la viticoltura e la vinificazione hanno origini lontane: recenti operazioni di scavo hanno rinvenuto tombe indigene risalenti al IV- V secolo a.C., ricche di contenitori che servivano per il consumo e la conservazione del vino. Alcuni di questi reperti sono stati esposti presso il Museo Nazionale della Siritide di Policoro.
Plinio il Vecchio scrisse nella sua Naturalis Historia, che nelle vicinanze di Grumentum si producevano degli ottimi vini detti "Lagarini". Si può ipotizzare che questi vini fossero prodotti a Roccanova, poiché in questo territorio alcuni studiosi hanno localizzato la città di Lagaria, fondata da Epeo, famosa anche per i pregiati vini citati da Plinio 
.
Il Grottino di Roccanova ha ottenuto il marchio Indicazione Geografica Tipica nel 2000 e il marchio Denominazione di origine controllata nel 2009.

## Eventi
- La Sagra del vino si svolge l'8 dicembre, giorno dell'Immacolata, in cui si stappano le botti per assaggiare il vino novello.  L'evento è detto in dialetto locale "Spertusavotte".
- "Grotte aperte"  è un'iniziativa promossa dal Comune di Roccanova e dalla Provincia di Potenza in collaborazione con l'Alsia, per il recupero di luoghi caratteristici legati alla cultura del vino. Il progetto "Parco Urbano delle Cantine" è un'idea promossa nel 2003 per il recupero e la valorizzazione di questi luoghi.

## Tipologie
Il disciplinare distingue 4 tipologie del Grottino di Roccanova:
- Grottino di Roccanova Rosso (grado alcolico: 12% vol)
- Grottino di Roccanova Rosso Riserva (13% vol)
- Grottino di Roccanova Rosato (11,50% vol)
- Grottino di Roccanova Bianco (11% vol)

I vitigni utilizzati per le prime tre tipologie sono i seguenti:
- Sangiovese (dal 60% all’85%);
- Cabernet Sauvignon (dal 5% al 30%);
- Malvasia nera di Basilicata (dal 5% al 30%);
- Montepulciano (dal 5% al 30%).

Per quanto riguarda il Grottino di Roccanova Bianco, il vitigno utilizzato è il seguente: 
- Malvasia bianca di Basilicata (minimo 80%).

## Tecniche produttive
Le operazioni di vinificazione e di imbottigliamento del Grottino di Roccanova vengono effettuate nell'ambito del territorio amministrativo della Regione Basilicata.

## Caratteristiche organolettiche
Il vino Grottino di Roccanova si presenta limpido, di colore rosso rubino intenso, tendente al granato; con riflessi violacei se invecchiato. Presenta un profumo di frutta a bacca rossa (fragola e lampone), con delicati profumi di spezie (cannella e pepe nero). È un vino tannico con un gusto armonico, intenso e persistente.

## Cantine presenti nella zona
Nell’area di produzione del Grottino di Roccanova sono presenti 5 cantine certificate:
- Cantina Chiaradia con sede legale in Vico I Guglielmo Marconi 41, 85036 Roccanova PZ;
- Cantina Collarino con sede legale in Strada Provinciale 7, 85036 Roccanova PZ;
- Cantina Cervino con sede legale in Piazza Belvedere 3, 85036 Roccanova PZ;
- Cantina Graziano con sede legale in C/da S.Iorio SP 7,85036 Roccanova PZ;
- Cantina De Biase con sede legale in C/da Murgitelle, 85030 Castronuovo Di S’Andrea PZ.

Tutte queste cantine producono da 3 a 5 etichette ciascuna.

## Curiosità
Il Comune di Roccanova aderisce all'Associazione nazionale Città del Vino.
Al Grottino di Roccanova sono dedicate alcune tesi di laurea discusse presso l'Università degli Studi della Basilicata, l'Università degli Studi della Tuscia e l'Università degli Studi di Napoli "Federico II".
Il 3 settembre 2002, il programma televisivo Le vie del vino ha dedicato un servizio al Grottino di Roccanova.

## Galleria d'immagini

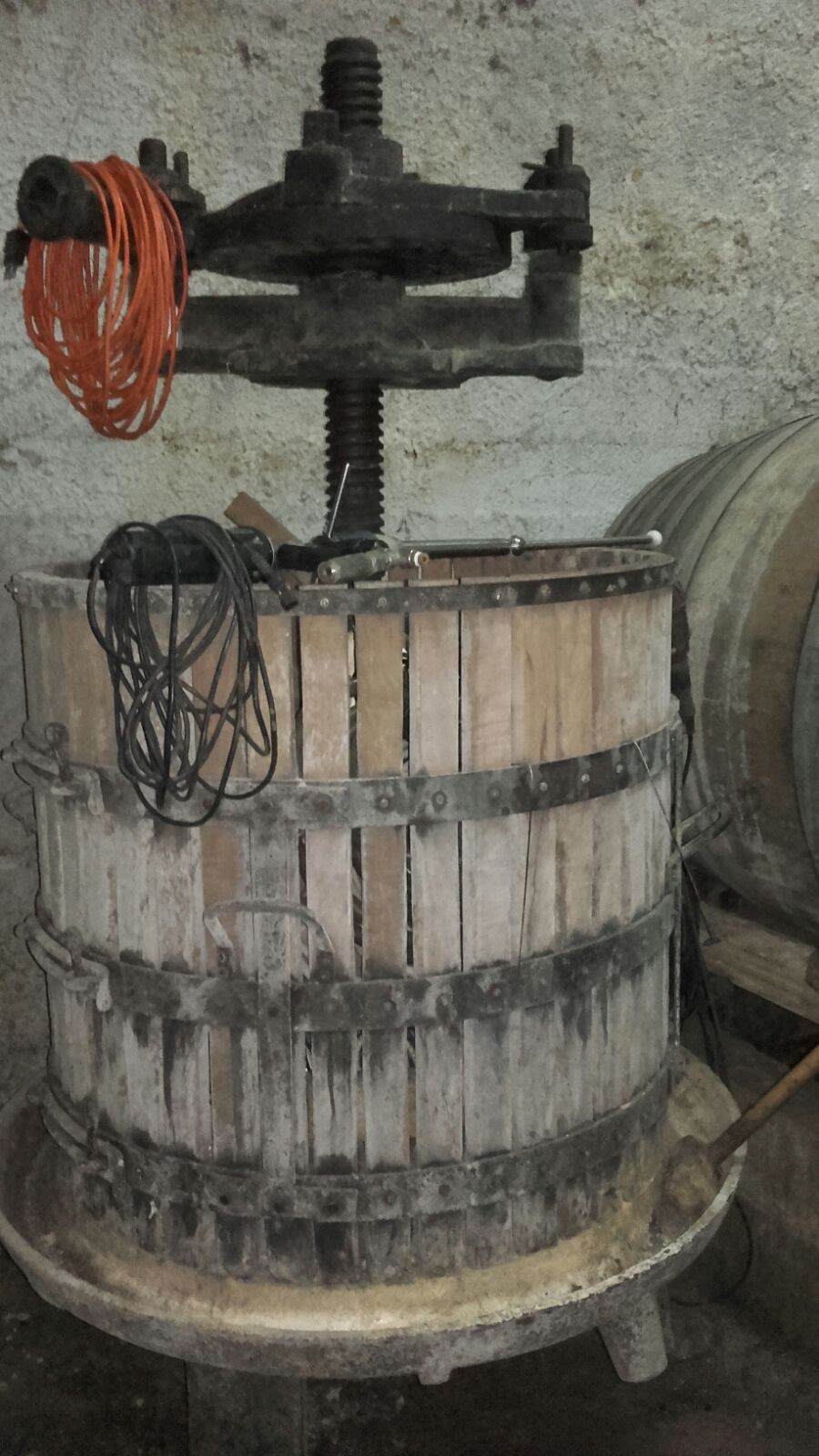
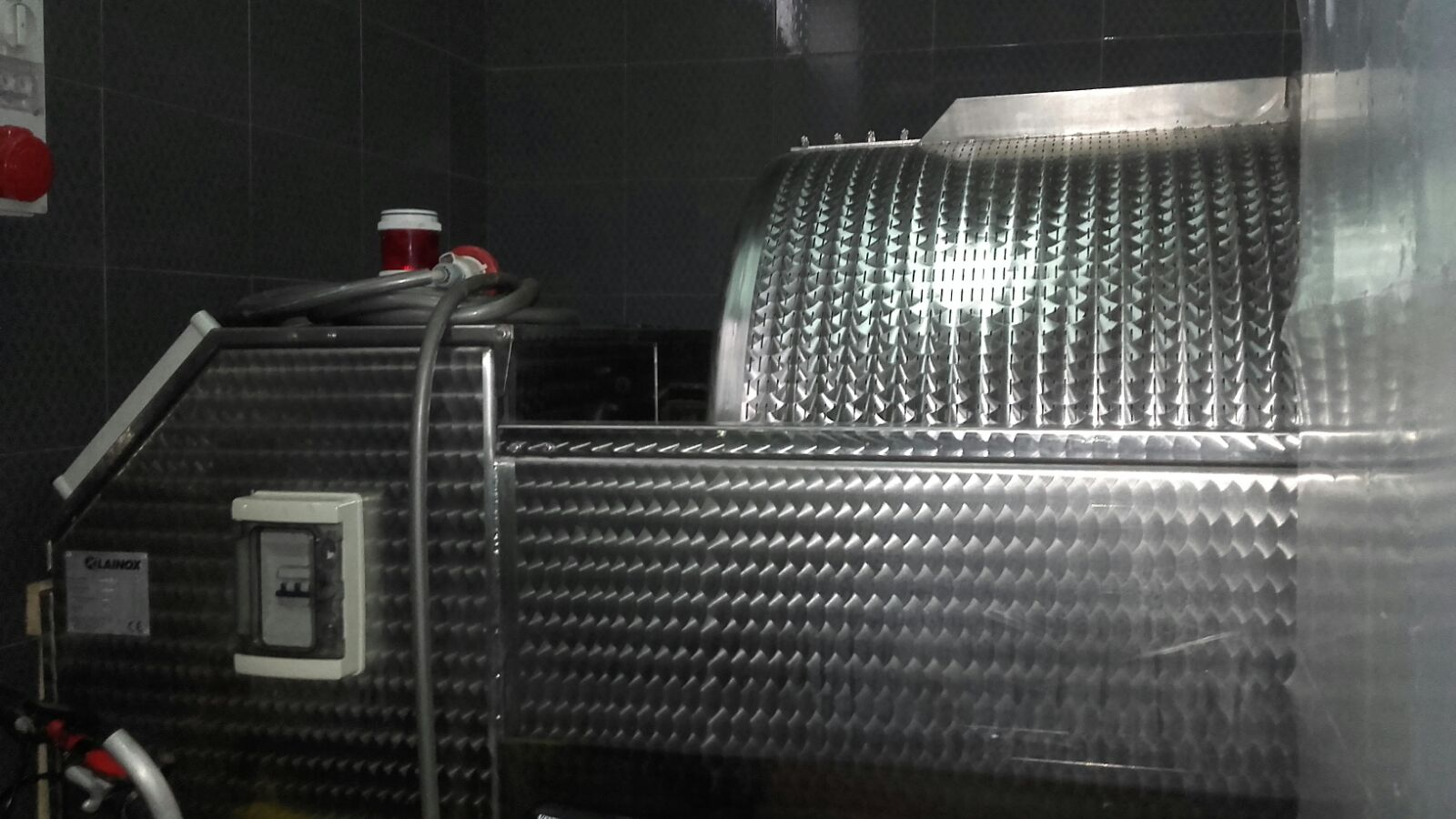
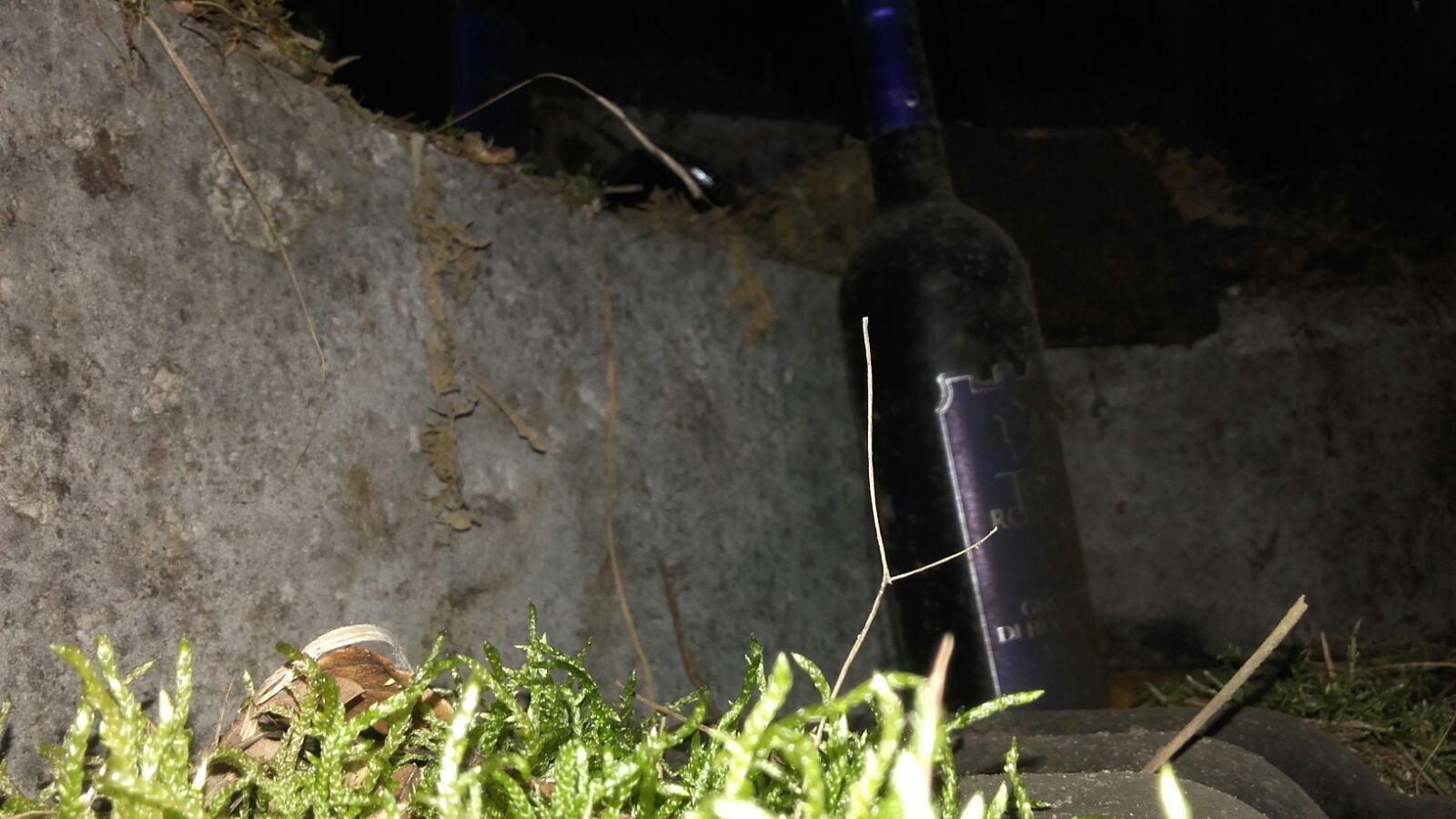
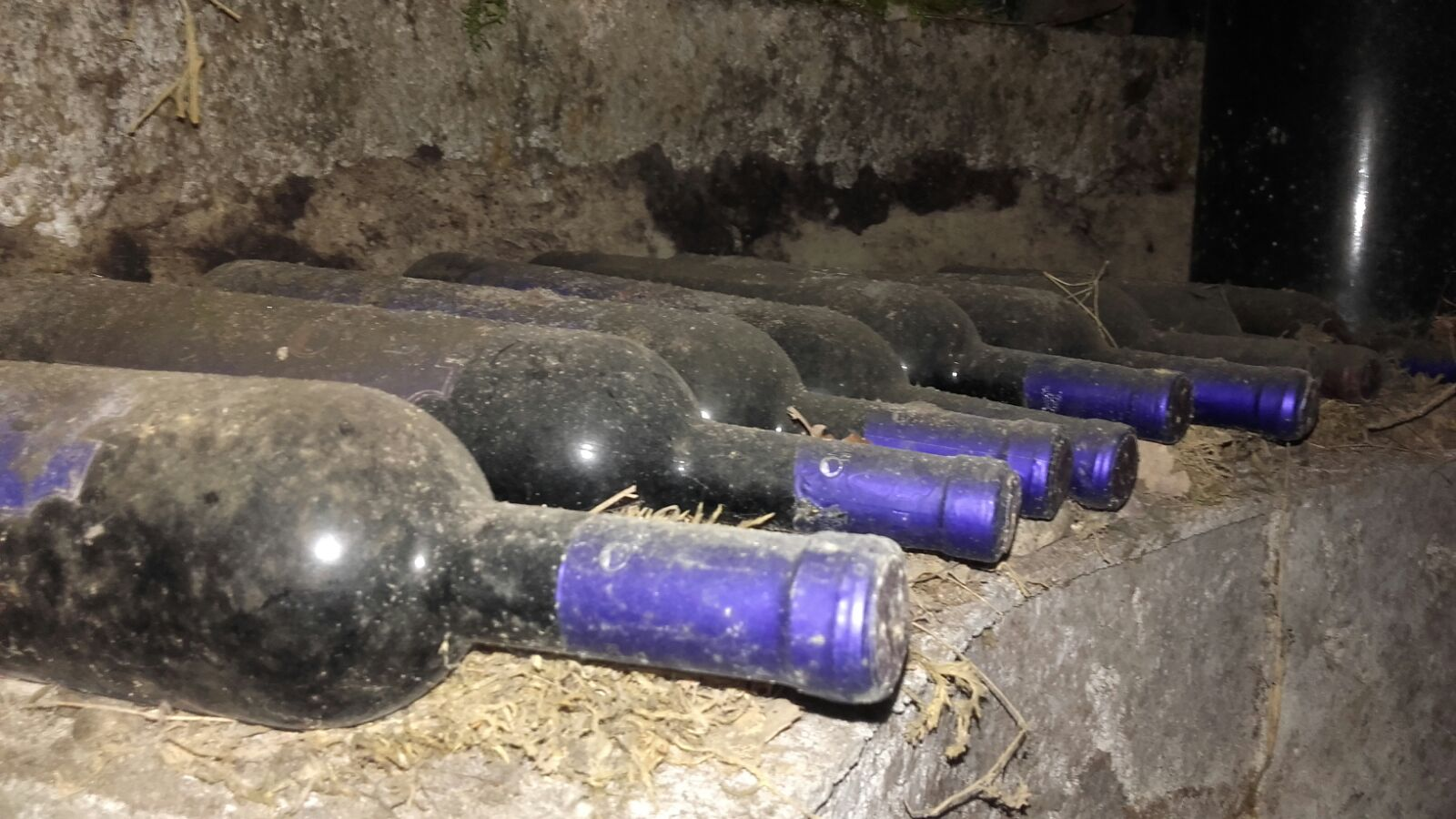
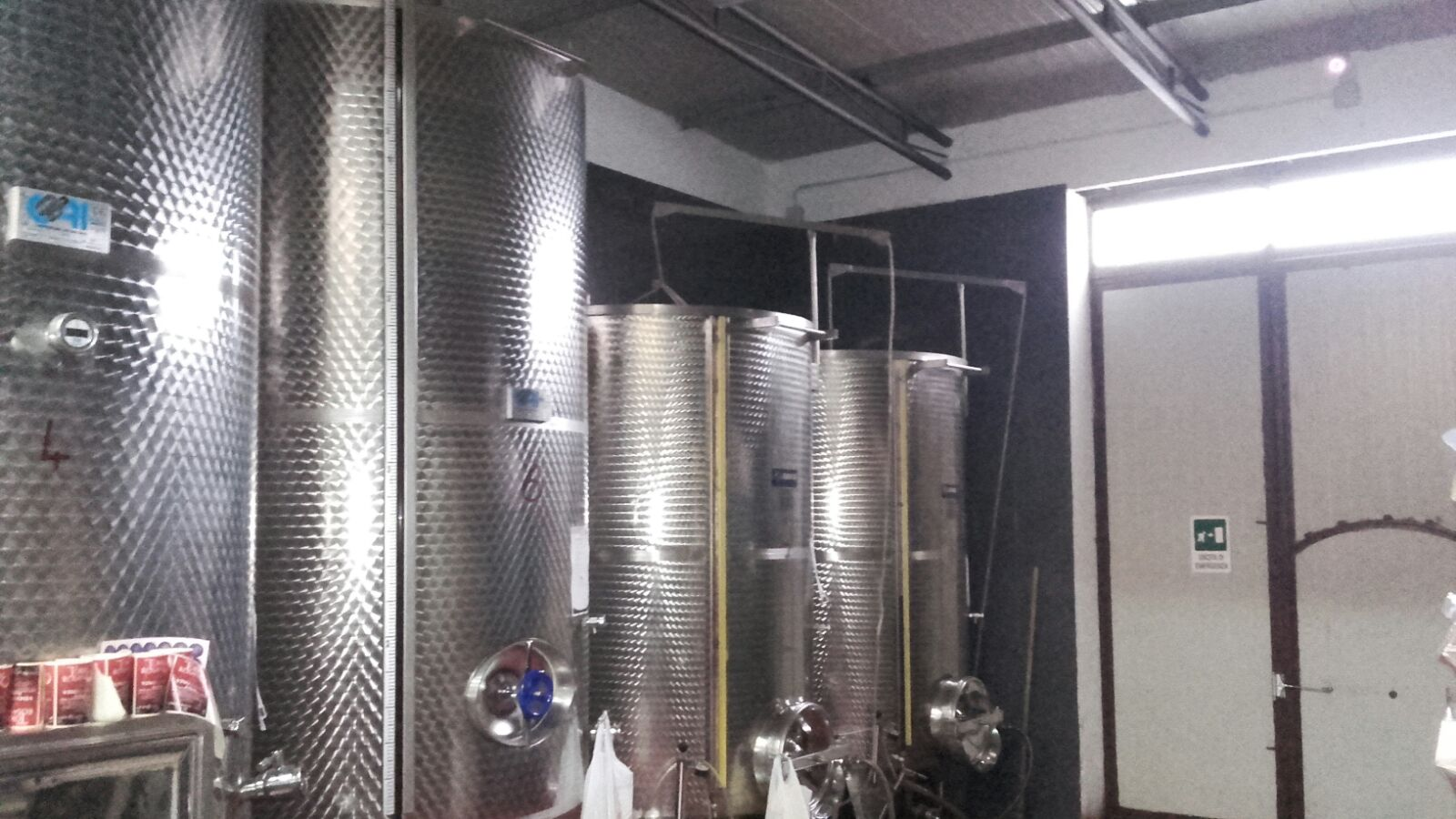
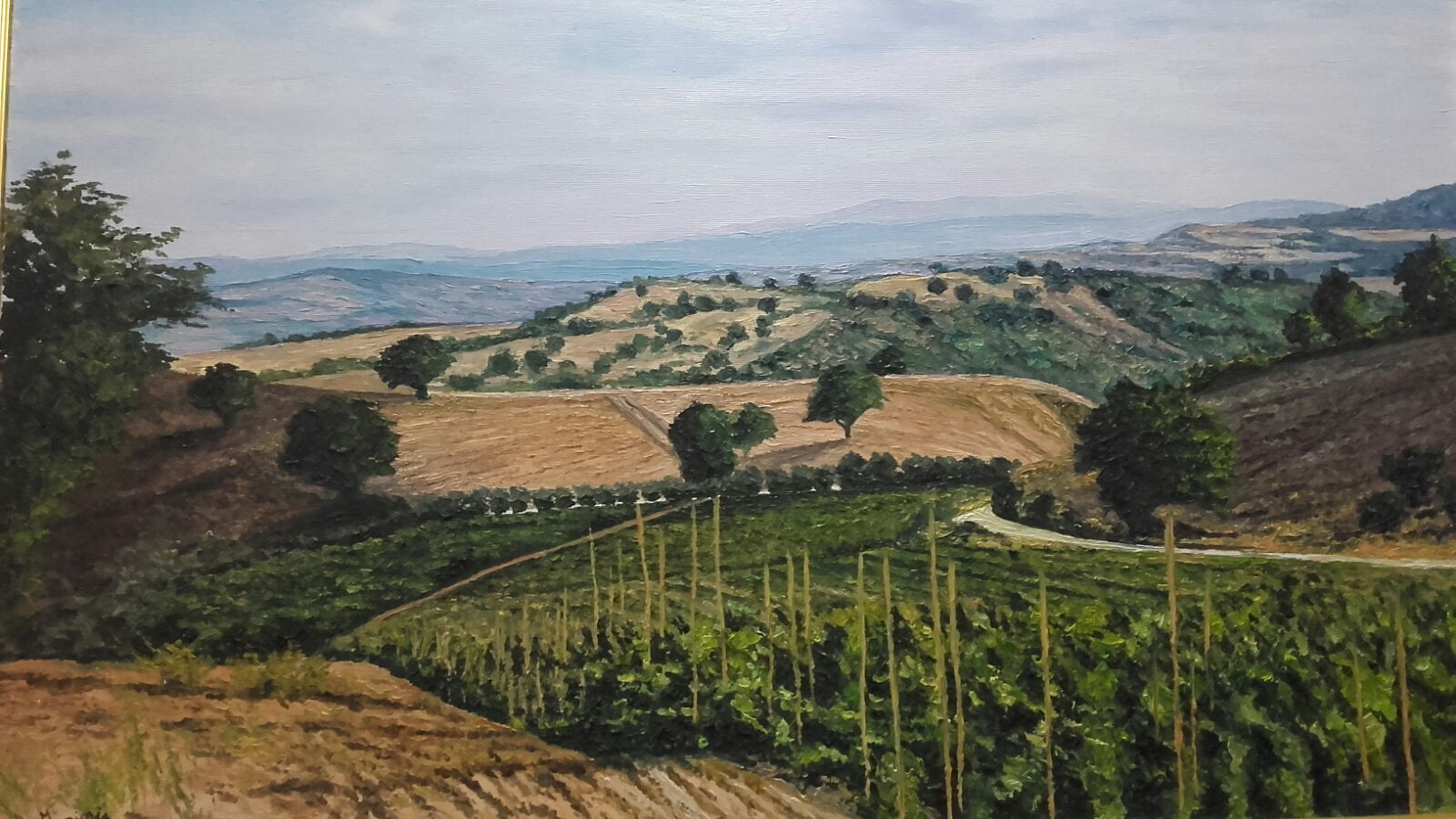
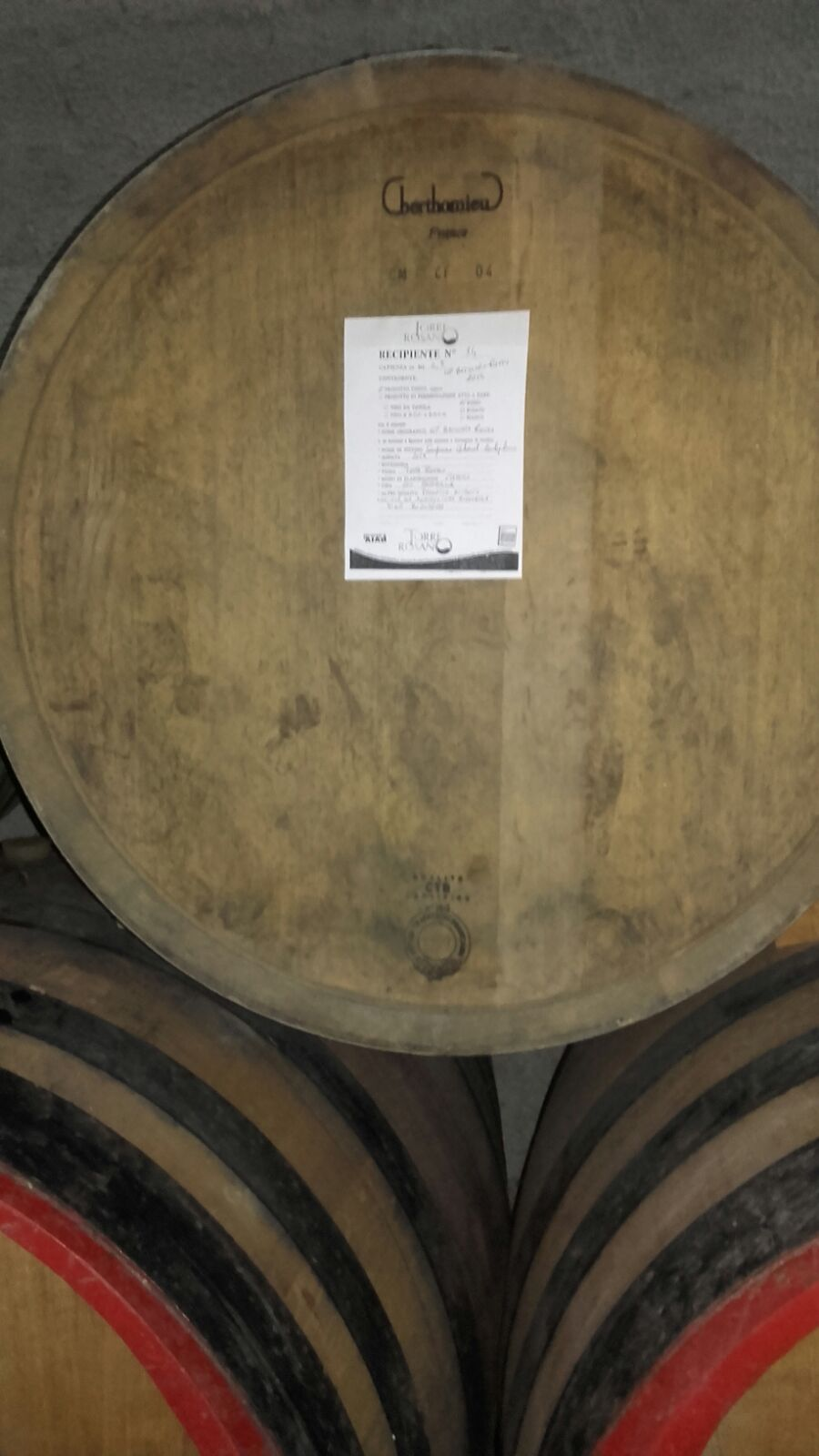
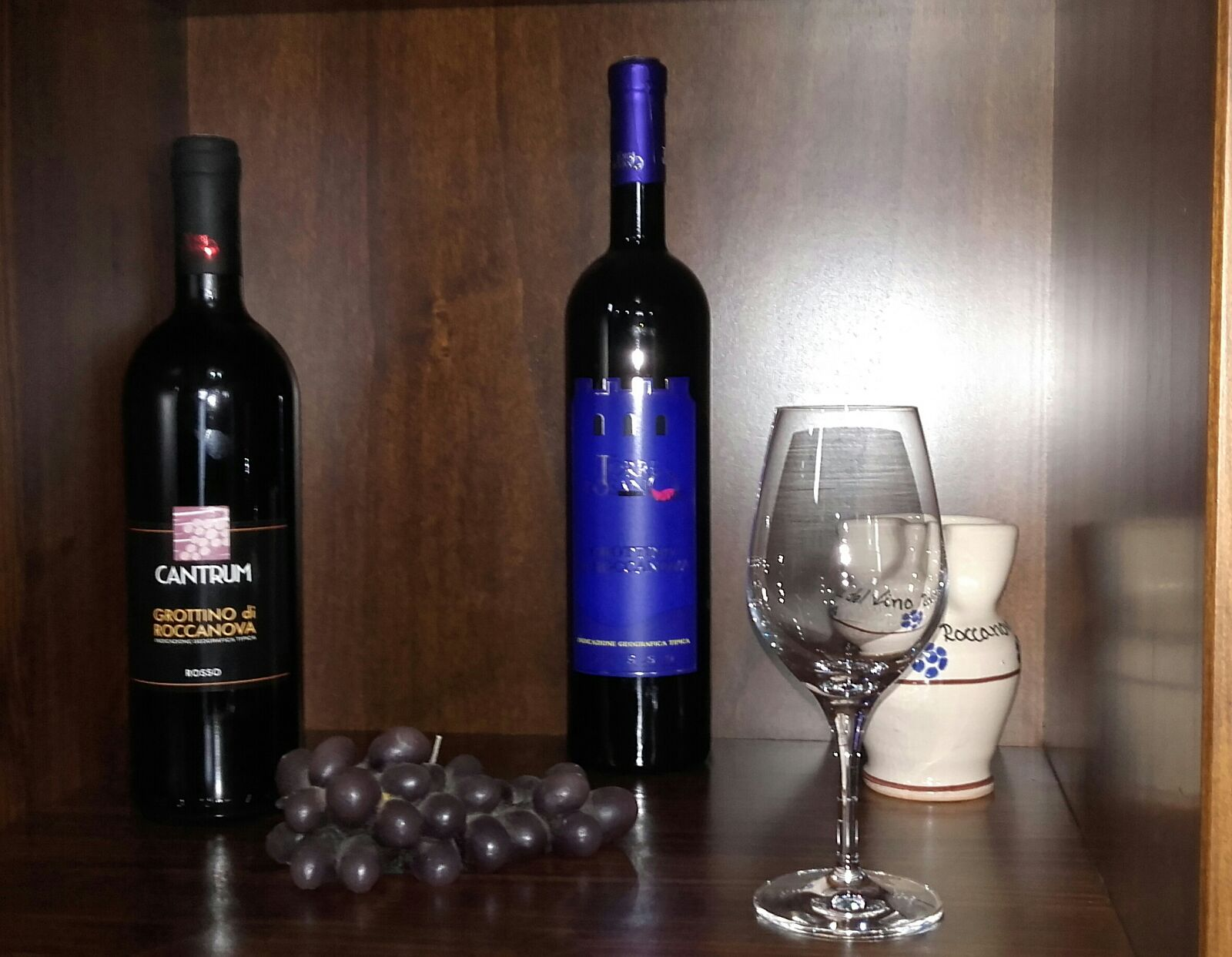
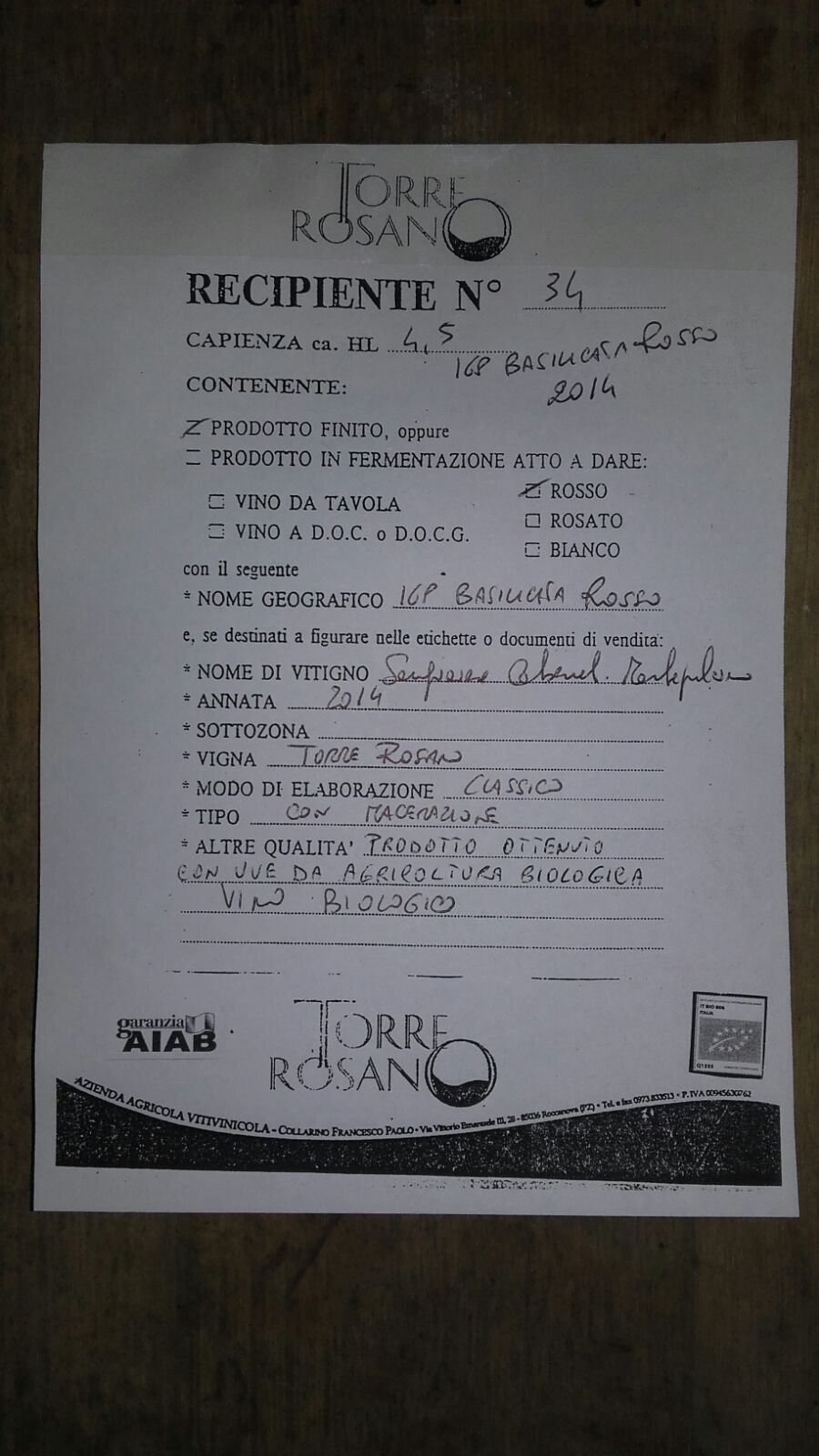